# Panicum turgidum
Panicum turgidum är en gräsart som beskrevs av Peter Forsskål. Panicum turgidum ingår i släktet vipphirser, och familjen gräs. Inga underarter finns listade i Catalogue of Life.